# Cyclocephala fulvipennis
Cyclocephala fulvipennis är en skalbaggsart som beskrevs av Hermann Burmeister 1847. Cyclocephala fulvipennis ingår i släktet Cyclocephala och familjen Dynastidae. Inga underarter finns listade i Catalogue of Life.